# Kim Ga-hye
Kim Ga-hye (* 11. Mai 1981) ist eine ehemalige südkoreanische Squashspielerin.

## Karriere
Kim Ga-hye spielte von 2013 bis 2014 regelmäßig auf der PSA World Tour, nachdem sie ihr Debüt im Jahr 2005 gegeben hatte. Bis 2013 bestritt sie auf der Tour drei Turniere. Ihre beste Platzierung in der Weltrangliste erreichte sie mit Rang 76 im Januar 2014. Mit der südkoreanischen Nationalmannschaft nahm sie 2012 an der Weltmeisterschaft teil sowie an mehreren Asienmeisterschaften. Bei Asienspielen gewann sie mit der Mannschaft 2010 die Bronzemedaille.

## Erfolge
- Asienspiele: 1 × Bronze (Mannschaft 2010)